# Тебесское землетрясение
Табасское землетрясение (16 сентября 1978 года) — одно из крупнейших землетрясений в истории современного Ирана магнитудой 7,8 по шкале Рихтера. Унесло жизни от 15 до 22 тысяч человек.

## Хронология
Табасское землетрясение произошло в ночь с 16 на 17 сентября 1978 года, совпав по времени с полным лунным затмением в Северо-восточном Иране, которое было впоследствии интерпретировано населением как дурной знак. Район города Табас, расположенный в 500 км к югу от Ашхабада, находится в пределах сейсмоактивного Туркмено-Иранского разлома. 17 и 24 июня 1974 года в районе города были зафиксированы два слабых землетрясения, затем 6 августа 1974 года слабый одиночный толчок произошёл недалеко от самого Ашхабада. Далее, в течение более четырёх лет в регионе было сейсмическое затишье. Но 7 сентября 1978 года произошёл слабый форшок в районе Ашхабада, а через 10 дней, в ночь с 16 на 17 сентября, регион поразило мощное землетрясение с эпицентром в районе Табаса.